# Danielle Darrieux
Danielle Darrieux (Bordeus, 1 de maig de 1917 - Bois-le-Roi, 17 d'octubre de 2017) va ser una actriu i cantant francesa. La seva llarga trajectòria comprèn 8 dècades i més d'un centenar de films.
És reconeguda pels seus papers en comèdies musicals, drames històrics, melodrames i comèdies, tant al cinema com al teatre. Va ser nomenada Comandant de la Legió d'Honor i era membre de l'Ordre des Arts et des Lettres. El 1985 li va ser entregat el César d'honor.

## Filmografia destacada[1]
- Mayerling (1935)
- Ruy Blas (1947)
- Five Fingers (1952)
- Le rouge et le noir (1954)
- Alexander the Great
- Pot-bouille (1956)
- Pèrdua d'innocència (The Greengage Summer) (1961)
- Les senyoretes de Rochefort (Les Demoiselles de Rochefort) (1967)
- Vingt-quatre heures de la vie d’une femme (1968)
- Coco (1969)
- Les amants terribles (1973)
- Une chambre en ville (1982)
- Les Liaisons dangereuses (2003)